# Cy Coleman
Cy Coleman (nascido Seymour Kaufman; 14 de junho de 1929 – 18 de novembro de 2004) foi um compositor e pianista estadunidense. Autor de musicais da Broadway como City of Angels, ele venceu os prêmios Emmy, Grammy, e Tony. Entre seus principais sucessos estão Sweet Charity, que depois foi virou filme estrelado por Shirley McLaine.